# Leichtathletik-Europameisterschaften 1958/Hochsprung der Frauen

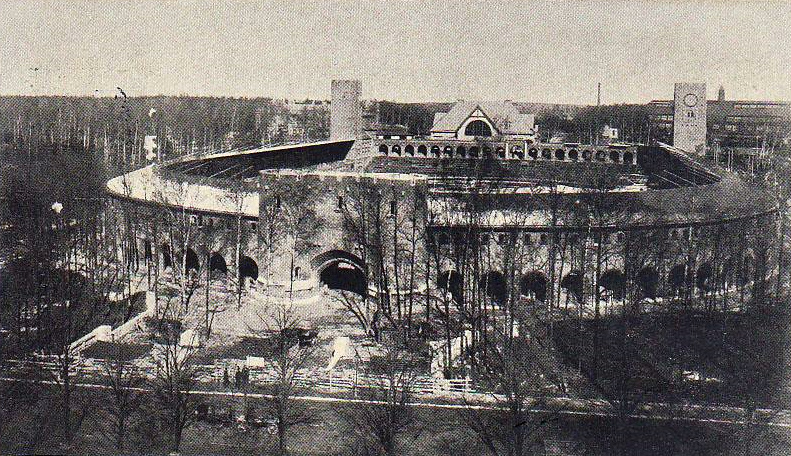
Offizielle Ansichtskarte des Stockholmer Olympiastadions aus dem Jahr 1912

Der Hochsprung der Frauen bei den Leichtathletik-Europameisterschaften 1958 wurde am 21. August 1958 im Stockholmer Olympiastadion ausgetragen.
Europameisterin wurde die Rumänin Iolanda Balaș, die mit ihrem ersten Erfolg bei einer internationalen Meisterschaft eine Dominanz über ein Jahrzehnt hinweg begann. Sie gewann vor Taissija Tschentschik aus der UdSSR. Die Britin Dorothy Shirley gewann die Bronzemedaille.

## Rekorde

### Bestehende Rekorde
| Weltrekord           | 1,81 m | Iolanda Balaș  | Poiana Brașov, Rumänien | 31. Juli 1958   |
| Europarekord         | 1,81 m | Iolanda Balaș  | Poiana Brașov, Rumänien | 31. Juli 1958   |
| Meisterschaftsrekord | 1,67 m | Thelma Hopkins | EM Bern, Schweiz        | 28. August 1954 |

### Rekordverbesserung
Die rumänische Europameisterin Iolanda Balaș verbesserte den EM-Rekord im Finale am 21. August um zehn Zentimeter auf 1,77 m. Zu ihrem eigenen Welt- und Europarekord fehlten ihr vier Zentimeter.

## Durchführung
Bei nur elf Teilnehmerinnen erübrigte sich eine Qualifikation: Alle Athletinnen traten gemeinsam zum Finale an.

## Finale

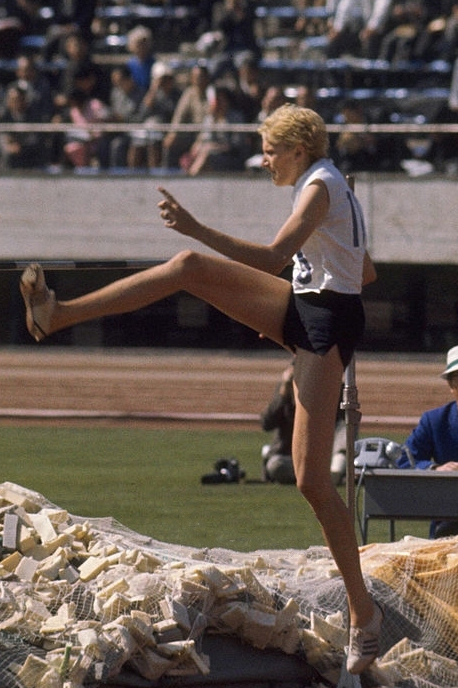
In der ihr eigenen Schertechnik, die vor allem in späteren Jahren ihrer Karriere eigentlich nicht mehr zeitgemäß war, errang Iolanda Balaș hier ihren ersten großen Titel

21. August 1958, 15.20 Uhr
| Platz | Name                  | Nation         | Höhe (m) |
| ----- | --------------------- | -------------- | -------- |
| 1     | Iolanda Balaș         | Rumänien       | 1,77 CR  |
| 2     | Taissija Tschentschik | Sowjetunion    | 1,70     |
| 3     | Dorothy Shirley       | Großbritannien | 1,67     |
| 4     | Inge Kilian           | Deutschland    | 1,67     |
| 5     | Galina Dolja          | Sowjetunion    | 1,64     |
| 6     | Maj-Lena Lundström    | Schweden       | 1,61     |
| 7     | Reinelde Knapp        | Österreich     | 1,61     |
| 8     | Olga Gere             | Jugoslawien    | 1,61     |
| 9     | Inga Söderlind        | Schweden       | 1,61     |
| 10    | Anka Abadschijewa     | Bulgarien      | 1,58     |
| 11    | Margareta Samuelsson  | Schweden       | 1,58     |

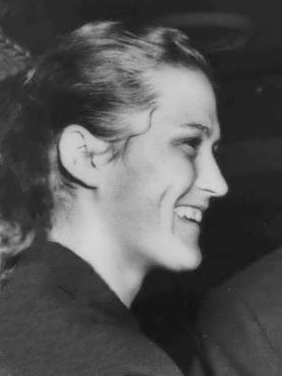
Vizeeuropameisterin Taissija Tschentschik
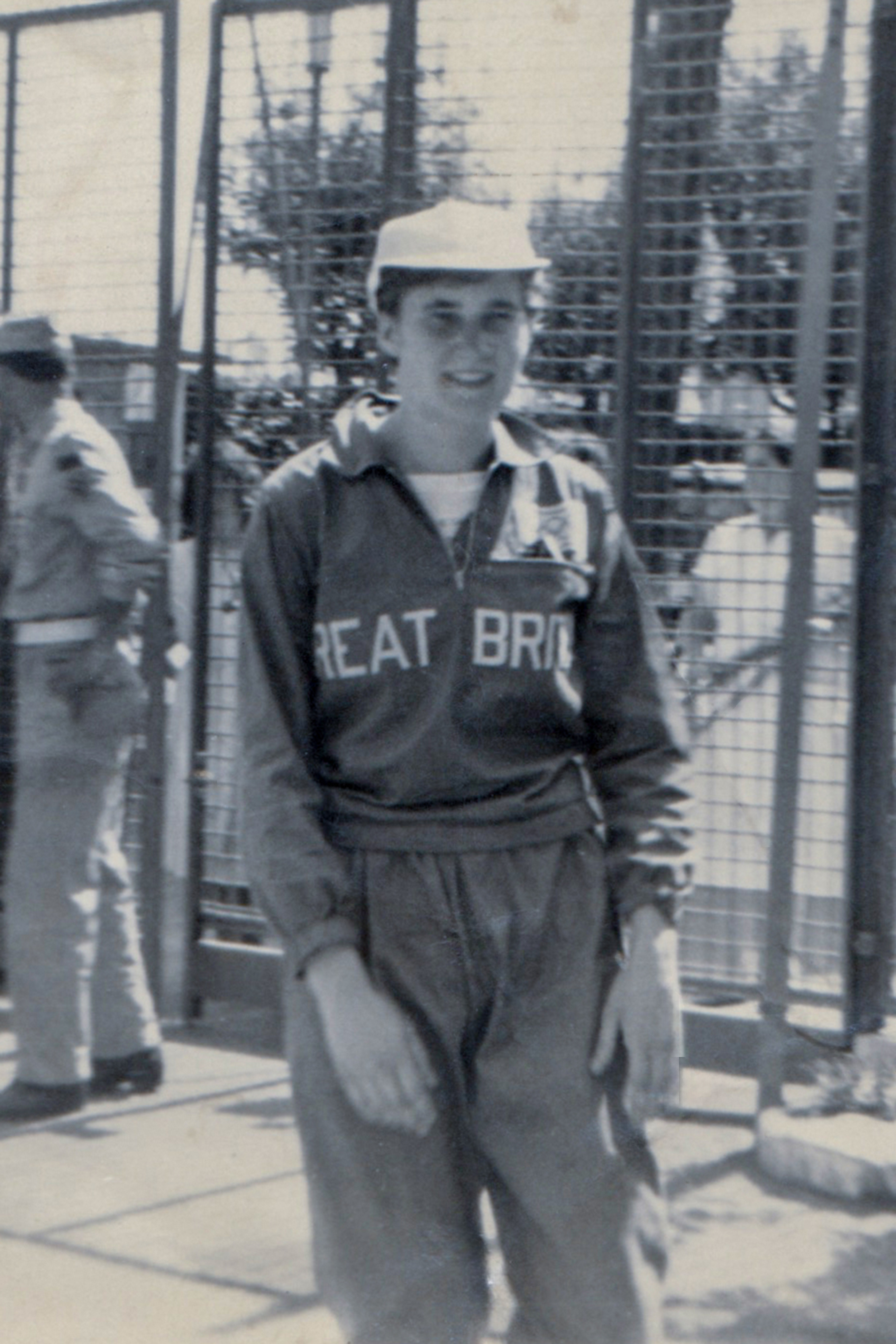
Bronzemedaillengewinnerin Dorothy Shirley – hier im Trainingsanzug bei den Olympischen Spielen 1960
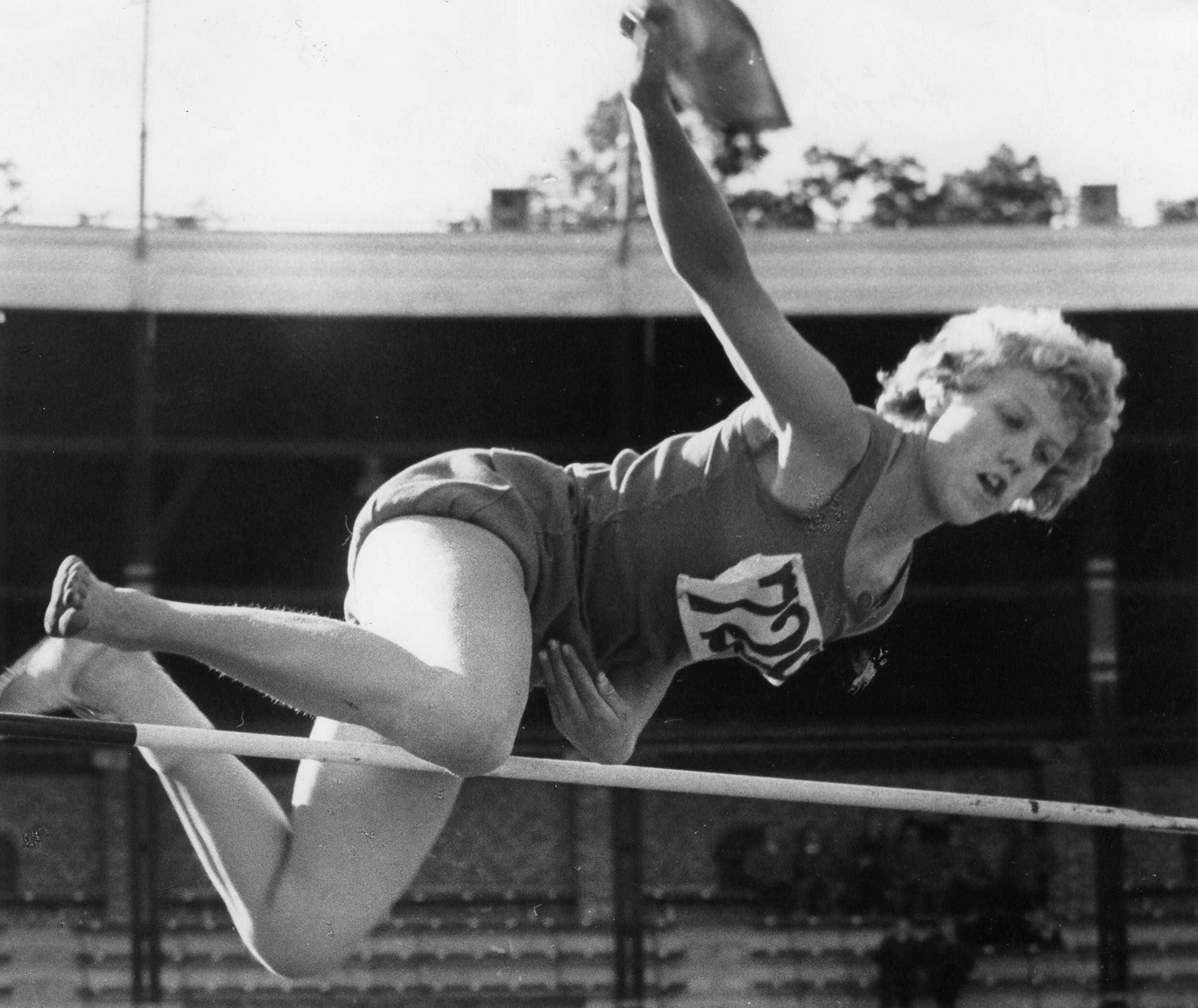
Maj-Lena Lundström belegte Rang sechs